# Bipolaris zeicola
Bipolaris zeicola (G.L. Stout) Shoemaker – gatunek grzybów z klasy Dothideomycetes. Mikroskopijny grzyb pasożytniczy, będący jednym z patogenów wywołujących chorobę o nazwie helmintosporioza liści kukurydzy.

## Systematyka i nazewnictwo
Pozycja w klasyfikacji według Index Fungorum: Bipolaris, Pleosporaceae, Pleosporales, Pleosporomycetidae, Dothideomycetes, Pezizomycotina, Ascomycota, Fungi.
Synonimy:
- Cochliobolus carbonum R.R. Nelson 1959
- Drechslera carbonum (Ullstrup) Sivan. 1984
- Drechslera zeicola (G.L. Stout) Subram. & B.L. Jain 1966
- Helminthosporium carbonum Ullstrup 1944
- Helminthosporium zeicola G.L. Stout 1930[3].

Aktualna nazwa naukowa pochodzi od anamorfy. Jeszcze do niedawna teleomorfę opisywano jako odrębny gatunek – Cochliobolus carbonum.

## Morfologia
Konidiofory brunatne, nierozgałęzione, proste, pojedynczo wyrastające z grzybni pasożytującej w porażonej roślinie. Komórki konidiogenne z kilkoma punktami tworzenia konidiów. Konidia powstałe w koloniach hodowanych na PDA morfologicznie różnią się od konidiów tworzonych na liściach kukurydzy porażonej przez tego patogena; ich średnia długość (31,9 μm) jest o połowę mniejsza niż na naturalnie porażonych liściach (65,2 μm). Komórki konidiogenne zlokalizowane terminalnie i subterminalnie na krótkich konidioforach wytwarzają nowe konidia, które zachowują się jak konidia inicjalne, czyli natychmiast wydłużają się lub kiełkują. Czasami pojawiają się w łańcuchach. Są brunatne, poprzedzielane poprzecznie kilkoma distoseptami. Pierwsza septa tworzy się w środku konidium, lub w jego pobliżu, druga oddziela komórkę przy podstawie, trzecia przy wierzchołku. Kiełkują jedną lub oboma komórkami biegunowymi.